# Tanystylum grossifemora
Tanystylum grossifemora är en havsspindelart som först beskrevs av Hilton, W.A. 1942.  Tanystylum grossifemora ingår i släktet Tanystylum och familjen Ammotheidae. Inga underarter finns listade i Catalogue of Life.